# Carol Brown
Carol Page Brown (Oak Park, 19 de abril de 1953) es una deportista estadounidense que compitió en remo.
Participó en los Juegos Olímpicos de Montreal 1976, obteniendo una medalla de bronce en la prueba de ocho con timonel. Ganó cuatro medallas en el Campeonato Mundial de Remo entre los años 1975 y 1981.

## Palmarés internacional
| Juegos Olímpicos   | Juegos Olímpicos          | Juegos Olímpicos  | Juegos Olímpicos   |
| Año                | Lugar                     | Medalla           | Prueba             |
| ------------------ | ------------------------- | ----------------- | ------------------ |
| 1976               | Montreal (Canadá)         | Medalla de bronce | Ocho con timonel   |
| Campeonato Mundial |                           |                   |                    |
| Año                | Lugar                     | Medalla           | Prueba             |
| 1975               | Nottingham (Reino Unido)  | Medalla de plata  | Ocho con timonel   |
| 1978               | Cambridge (Nueva Zelanda) | Medalla de plata  | Cuatro con timonel |
| 1979               | Bled (Yugoslavia)         | Medalla de bronce | Ocho con timonel   |
| 1981               | Múnich (RFA)              | Medalla de plata  | Ocho con timonel   |